# Utopia (EP)
Utopia (en español - Utopía) es el segundo extended play y tercer lanzamiento de la cantante y compositora estonia Kerli. Fue lanzado el 19 de marzo de 2013 por The Island Def Jam Music Group. El álbum fue producido en los cinco años siguientes al lanzamiento del álbum debut de Kerli Love Is Dead (2008) y fue pensado originalmente como el segundo álbum de estudio de la cantante. Las canciones del EP infunden un mensaje positivo y poseen un sonido dance-electrónico (un fuerte contraste con Love Is Dead). La producción del EP estuvo a cargo del dúo SeventyEight así como el productor y DJ Inglés Switch.
Dos canciones que fueron escritas para el álbum, "Army of Love" y "Zero Gravity", fueron lanzadas como sencillos promocionales en 2010 y 2012, respectivamente, antes del lanzamiento del primer sencillo oficial en 2013 titulado "The Lucky Ones". Otras dos canciones destinadas al álbum (que fueron escritas por Kerli, Toby Gad, y Lindy Robbins) tituladas "I Feel Immortal" y "Skyscraper", fueron grabadas por las artistas Tarja Turunen y Demi Lovato para sus álbumes What Lies Beneath (2010) y Unbroken (2011), respectivamente.

## Sencillos

### The Lucky Ones
"The Lucky Ones" es una canción electropop. Contiene elementos de electrodance y ritmos de trance.
Fue escrita por Kerli Köiv, Jakob Hazell y Svante Halldin. Mientras que el dúo SeventyEight se encargó de la producción.

## Lista de canciones
| N.º | Título                                     | Escritor(es)                | Productor(es)            | Duración |  |
| 1.  | «Can't Control The Kids»                   | Kerli, SeventyEight         | SeventyEight             | 3:08     |  |
| 2.  | «The Lucky Ones»                           | Kerli, SeventyEight         | SeventyEight             | 3:54     |  |
| 3.  | «Love Me or Leave Me»                      | Kerli, SeventyEight         | SeventyEight             | 4:10     |  |
| 4.  | «Sugar»                                    | Kerli, Switch, Danny Taylor | Switch                   | 3:26     |  |
| 5.  | «Here And Now»                             | Kerli, SeventyEight         | SeventyEight             | 3:49     |  |
| 6.  | «Chemical»                                 | Kerli                       | StarGate, Chase & Status | 2:47     |  |
| 7.  | «The Lucky Ones» (Syn Cole VS Kerli Remix) | Kerli, SeventyEight         | Kerli, Brian Ziff        | 3:07     |  |

- Datos: Q8220337